# Paracles lateralis
Paracles lateralis là một loài bướm đêm thuộc phân họ Arctiinae, họ Erebidae.